# مویرا الن
مویرا اَلن (انگلیسی: Moyra Allen؛ ۱۹۲۱ – ۲ مه ۱۹۹۶) یک پرستار و استاد دانشگاه اهل کانادا بود.
وی یکی از کسانی بود که در ایجاد و توسعهٔ «مدل پرستاری مک‌گیل» نقش داشت.
وی مدرک کارشناسی پرستاری را از دانشگاه مک‌گیل، فوق‌لیسانس را از دانشگاه شیکاگو و دکترای خود را از مرکز آموش عالی دانشگاه استنفورد دریافت داشت.
وی پایه‌گذار مجله کانادایی پژوهش‌های پرستاری در سال ۱۹۶۹ میلادی بود و در سال ۱۹۷۹ میلادی برندهٔ «جایزهٔ ژان مانس» از سوی «انجمن پرستاران کانادا» شد.